# Sobrenatural (filme)
Sobrenatural é um filme de terror sobrenatural mexicano de 1996 dirigido por Daniel Gruener. Baseado no roteiro de Gabriel González Meléndez, apresenta Susana Zabaleta, Ricardo Blume, Alejandro Tommasi e Delia Casanova. O nome desse filme corresponde ao de um livro de bruxaria que apareceu no filme Rosemary's Baby de 1968, baseado no livro de Ira Levin.

## Sinopse
Depois que Dolores (Zabaleta) ouve um vizinho sendo morto, seu marido Andres (Tommasi) tenta dissipar seus temores sobre a atividade de gangues em seu prédio. Depois que ele adormece, no entanto, ela ouve o marido murmurando o nome do vizinho assassinado. Outra vizinha, a bruxa Madame Endor (Casanova) avisa Dolores que ela está em perigo e suas preocupações são então confirmadas por seu psiquiatra. Dolores começa a acreditar que os eventos perturbadores que acontecem ao redor são obra do diabo.

## Elenco
- Susana Zabaleta como Dolores Berthier
- Alejandro Tommasi como Andrés Berthier
- Ricardo Blume como Dr. Riojas
- Delia Casanova como Madame Endor
- Francis Laboriel como Zumbi
- Roberto Cobo como Ferretero
- Zaide Silvia Gutiérrez como Eva María Herrera

## Recepção
Em 1996, o filme, inteiramente em espanhol, foi galardoado com os Prêmios Ariel e Diosa de Plata. No ano seguinte, ganhou o Prêmio do Festival de Cinema da Colômbia de melhor fotografia.